# Santa Maria Futebol Clube
El Santa Maria FC es un equipo de fútbol de Portugal que milita en la Liga Regional de Braga, la cuarta liga de fútbol más importante del país.

## Historia
Fue fundado en el año 1943 en la ciudad de Santa Maria de Galegos de Barcelos, en le distrito de Braga, está afiliado a la Asociación de Fútbol de Braga, por lo que juega la Copa de Braga y ha competido en la Copa de Portugal en algunas ocasiones. Nunca han jugado en la Primeira Liga.

## Palmarés
- Segunda División de Braga: 2

1996/97, 2008/09
- Copa de Braga: 2

1984/85, 2001/02

## Jugadores destacados
- Hilário Leal
- Hugo Filipe Vieira
- Nélson Oliveira (formación)